# Krist Porte
Krist Porte (Gent, 7 september 1968) is een Belgisch gewezen voetballer. Hij was een middenvelder die uitkwam voor onder meer AA Gent, Royal Antwerp FC en Eendracht Aalst. Zijn naam wordt vooral gelinkt aan de zware vuistslag van Gilles De Bilde die hij in december 1996 incasseerde tijdens een duel tegen RSC Anderlecht.

## Clubcarrière

### AA Gent
Krist Porte sloot zich op jonge leeftijd aan bij AA Gent. De middenvelder die ook als aanvaller kon ingeschakeld worden, doorliep alle jeugdafdelingen van de Oost-Vlaamse club en schopte het tot jeugdinternational. Als 18-jarige maakte hij de overstap naar het eerste elftal van de Buffalo's, dat toen bestond uit spelers als Michel De Wolf, Milan Ružić en Bruno Thoelen. Het was toenmalig trainer Han Grijzenhout die hem zijn debuut op het hoogste niveau gunde.
Na twee seizoenen zakte Porte met Gent naar tweede klasse. De middenvelder die aanvankelijk op een transfer aasde, bleef het team trouw en werd met Gent meteen vicekampioen. Zo nam Gent na een jaar afwezigheid zijn plaats in eerste klasse terug in. In 1990/91 eindigde de ploeg als derde, na RSC Anderlecht en KV Mechelen. Daardoor mocht Gent een seizoen later opnieuw deelnemen aan de UEFA Cup. De creatieve linkermiddenvelder maakte in de thuiswedstrijd tegen Eintracht Frankfurt zijn Europees debuut. Hij mocht na 82 minuten invallen voor spits Erwin Vandenbergh.

### Antwerp
Na zeven seizoenen voor de Buffalo's maakte Porte de overstap naar Royal Antwerp FC. De club had net de finale van de Europacup II verloren en afscheid genomen van trainer Walter Meeuws. Onder de nieuwe coach, Urbain Haesaert, werd Porte meteen een vaste waarde. Hij speelde een sterk seizoen en eindigde met Antwerp op de vijfde plaats in de competitie. De technisch begaafde Porte won bij de Antwerpse club aan karakter bij. In 1996 sneuvelde hij met Antwerp in de halve finale van de beker.

### Eendracht Aalst
In de zomer van 1996 belandde de Gentenaar bij SC Eendracht Aalst. De middenvelder werd in het team van trainer Jan Ceulemans een ploegmaat van onder meer Yves Vanderhaeghe, Harald Meyssen en Peter Van Wambeke. Op 21 december 1996, de laatste speeldag voor de winterstop, ging Aalst op bezoek bij Anderlecht. Terwijl Anderlecht een strafschop mocht omzetten, incasseerde Porte aan de rand van het strafschopgebied een vuistslag van tegenstander Gilles De Bilde. Hij brak zijn neus en oogkas, en scheurde zijn netvlies. Omdat scheidsrechter Fernand Meese niet had opgemerkt wie de vuistslag had uitgedeeld, kreeg De Bilde geen kaart. Porte werd door Ceulemans naar de kant gehaald en vervangen door Emmanuel Ebiede. Op 15 januari 1997, tijdens het gala van de Belgische Gouden Schoen, bood De Bilde via een videoboodschap zijn verontschuldigingen aan. De speler van Anderlecht werd zwaar geschorst en verkaste op 28 januari naar PSV. Porte diende ook een klacht in wegens mishandeling. In 2008 werd De Bilde veroordeeld tot het betalen van een boete van € 10.000, hoewel Porte € 200.000 had geëist.
Porte werd geopereerd aan zijn neus en oogkas. Het zicht in zijn rechteroog verminderde en hij was acht maanden buiten strijd. De 29-jarige Porte kwam nadien nog terug in het eerste elftal van Aalst maar haalde zijn oude niveau niet meer.

### Westerlo
In de loop van het seizoen 1997/98 verkaste Krist Porte naar neo-eersteklasser KVC Westerlo. Onder Jos Heyligen speelde hij hier aanvankelijk als rechtsachter in 5–3–2 opstelling. In 1999 werd Porte opnieuw verenigd met gewezen Eendracht Aalst-trainer Jan Ceulemans.

### Latere carrière
In 2000 trok Porte voor het eerst naar het buitenland. Porte tekende bij het Israëlische Hapoel Tzafririm Holon. Het was Nir Levin, een gewezen ploegmaat van Porte bij AA Gent, die hem naar Israël haalde. In november ruilde de 32-jarige middenvelder annex verdediger Hapoel Tzafririm Holon in voor VVV-Venlo, dat toen in de eerste divisie speelde. Met de club uit Venlo sloot hij het seizoen 2000/01 af op de laatste plaats. In 2002 keerde hij terug naar België, waar hij zijn carrière afsloot bij vierdeklasser KVK Beringen.
Na zijn spelerscarrière werd Porte een verkoper van sportkledij.

## Clubstatistieken
| Seizoen | Club                   | Land      | Competitie     | Duels | Goals |
| ------- | ---------------------- | --------- | -------------- | ----- | ----- |
| 1986/87 | AA Gent                | België    | Eerste klasse  | 19    | 2     |
| 1987/88 | AA Gent                | België    | Eerste klasse  | 22    | 4     |
| 1988/89 | AA Gent                | België    | Tweede klasse  | 9     | 0     |
| 1989/90 | AA Gent                | België    | Eerste klasse  | 22    | 3     |
| 1990/91 | AA Gent                | België    | Eerste klasse  | 2     | 0     |
| 1991/92 | AA Gent                | België    | Eerste klasse  | 25    | 1     |
| 1992/93 | AA Gent                | België    | Eerste klasse  | 29    | 4     |
| 1993/94 | Antwerp FC             | België    | Eerste klasse  | 33    | 6     |
| 1994/95 | Antwerp FC             | België    | Eerste klasse  | 34    | 2     |
| 1995/96 | Antwerp FC             | België    | Eerste klasse  | 33    | 7     |
| 1996/97 | Eendracht Aalst        | België    | Eerste klasse  | 15    | 2     |
| 1997/98 | Eendracht Aalst        | België    | Eerste klasse  | 12    | 1     |
| 1997/98 | KVC Westerlo           | België    | Eerste klasse  | 24    | 2     |
| 1998/99 | KVC Westerlo           | België    | Eerste klasse  | 24    | 5     |
| 1999/00 | KVC Westerlo           | België    | Eerste klasse  | 13    | 2     |
| 2000/01 | Hapoel Tzafririm Holon | Israël    | Ligat Ha'Al    | 8     | 0     |
| 2000/01 | VVV                    | Nederland | Eerste divisie | 18    | 1     |
| 2001/02 | VVV                    | Nederland | Eerste divisie | 13    | 0     |
| Totaal  | Totaal                 | Totaal    | Totaal         | 355   | 41    |